# Skládka

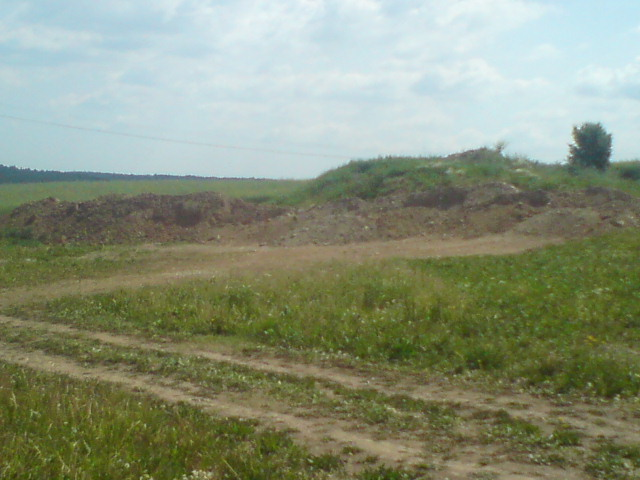
Deponie na okraji stavby, na kterou se odváží sejmutá ornice (úrodná zem)

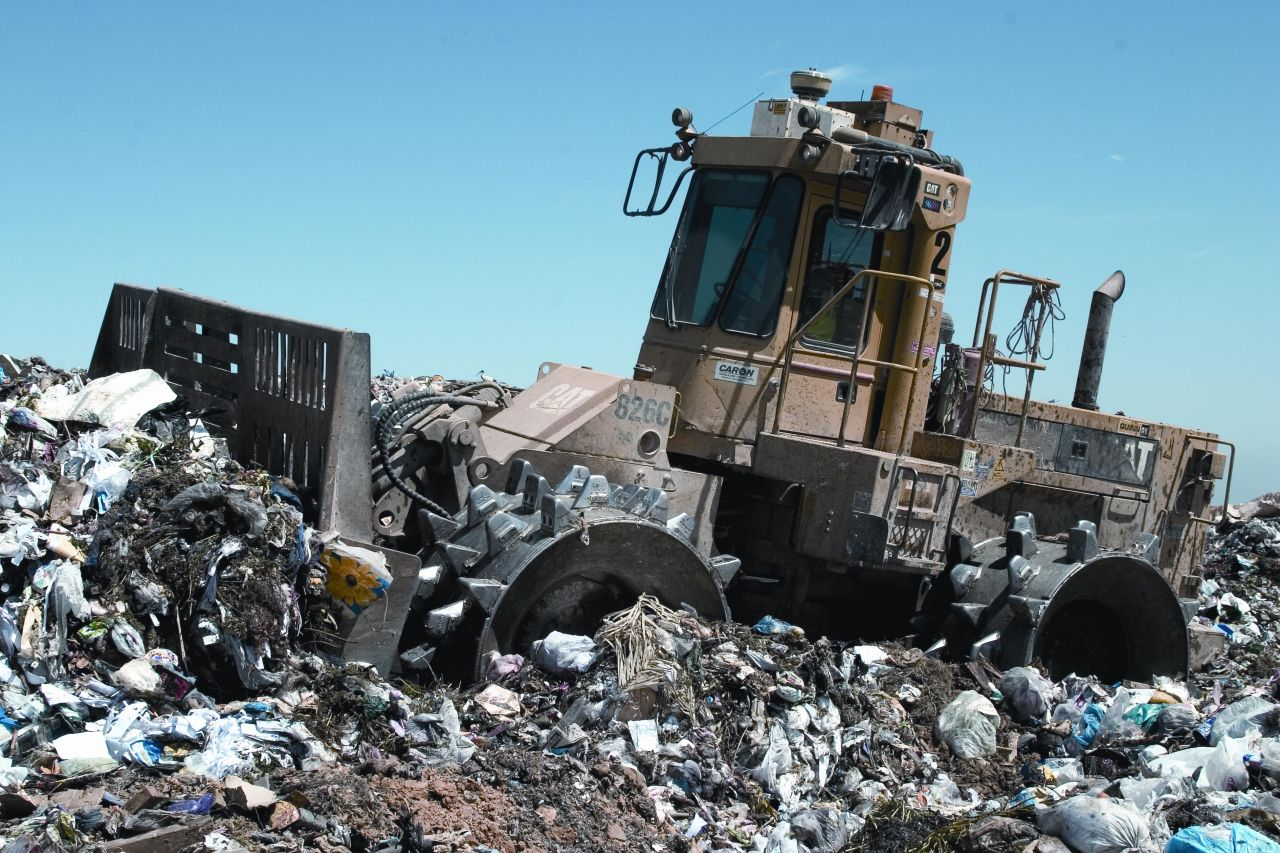
Zmenšování velikosti skládky strojově

Skládka je místo skladování, skládání či uložení materiálu. Obvykle se tak nazývají místa volného uložení v hromadách, zatímco sofistikovanější a krytá místa uložení se nazývají například sklad.
Skládka odpadu je místo uložení odpadu a je to nejstarší řešení likvidace odpadu vznikajícího z lidské činnosti.[zdroj⁠?!] Tradičním výrazem pro skládku drobného domovního odpadu (smetí) je smetiště. V historii byly skládky nejčastější formou organizovaného odpadového managementu, společně se spalováním, a zůstávají ve své pozici na mnoha místech ve světě. Nelegálně založená skládka se nazývá černá skládka. Za založení černé skládky hrozí ve vyspělých zemích různé druhy postihu (sankce). Skládka je obvykle určena pro určitý druh nebo druhy odpadu. Lze tak rozlišovat například skládky komunálního odpadu od skládek stavebního odpadu či různých skládek průmyslového odpadu, z nichž je zvláštní pozornost věnována zejména skládkám nebezpečného odpadu, zejména chemického nebo radioaktivního (kde je obvyklejší výraz úložiště).
Výraz skládka je používán nejen pro uložený odpad, ale i pro uložený užitečný materiál, zejména takový, který je ložený ve volných hromadách, nekrytých či krytých. Typicky jde například o skládky posypového či dlažebního materiálu pro silničářské účely, skládky písku, kameniva, zeminy, pneumatik atd. Od roku 1985 není v České republice povoleno skladovat chemické posypové materiály na venkovních otevřených skládkách.
Pro dočasné skládky, například suti či hlíny při stavbách či povrchových dolech, je obvyklejší používat synonymum deponie.